# 桜井村 (福岡県)
桜井村(さくらいむら)は、かつて存在した福岡県糸島郡（旧・志摩郡）の村である。現在の糸島市志摩桜井にあたる。

## 概要
- 現：糸島市志摩桜井
- 昔、円光寺の跡、岩永氏宅前に桜の木の下に清い水の井があったので桜井の地名になったといわれる。

## 歴史

### 志摩郡時代
- 1889年 - 町村制が施行され、同村が誕生する。[注 1]
- 1896年4月1日 - 郡の統合により志摩郡が怡土郡と合併し、糸島郡桜井村となる[1]。

### 合併後 (桜野村時代)
- 1951年 - 野北村と合併し、糸島郡桜野村となる。
- 1955年 - 可也村・小富士村・芥屋村と合併し、糸島郡志摩村となる。[注 2]
- 1965年 - 志摩村が町制施行し、糸島郡志摩町となる。
- 2010年 - 二丈町・志摩町が前原市と合併し、糸島市が発足したため、同日糸島郡が消滅し、現在の糸島市志摩桜井となる。